# وینترتور
شهر وینترتور در بخش ونترتور در ایالت زوریخ در کشور سوئیس واقع شده‌است که ۹۷٬۳۰۰ نفر  جمعیت دارد.